# Xi Zhongxun
Xi Zhongxun (ur. 15 października 1913 w Shaanxi, zm. 24 maja 2002 w Pekinie) − chiński rewolucjonista, bohater partyzantki komunistycznej z okresu wojny domowej oraz wysoki urzędnik państwowy. Ofiara represji rewolucji kulturalnej. Ojciec Xi Jinpinga, od 2013 przewodniczącego Chińskiej Republiki Ludowej.

## Życiorys
Urodził się w rodzinie posiadaczy ziemskich w prowincji Shaanxi. 
Od maja 1926 należał do Ligi Młodzieży Komunistycznej. Wiosną 1928 brał udział w demonstracjach studenckich, za co został uwięziony przez ówczesne władze nacjonalistyczne. W tym samym roku w więzieniu wstąpił do Komunistycznej Partii Chin.
W 1930 wstąpił do armii pod dowództwem generała Yanga Huchenga. W 1932 wraz z grupą żołnierzy zdezerterował z jej szeregów i przyłączył się do partyzantów komunistycznych na północ od Wei He. Był ważnym dowódcą partyzanckim w latach 30. i odegrał istotną rolę w późniejszych etapach Długiego Marszu. 
W latach 1959–1962 pełnił obowiązki wicepremiera Chin. W tym też roku został odsunięty od stanowisk i zesłany kolejno do pracy w fabryce, aresztu domowego i więzienia. Od 1979 do 1981 roku po tym, jak w Chinach władzę przejął Deng Xiaoping, był gubernatorem prowincji Guangdong. Miał duży wpływ na ówczesną politykę Chin poprzez wypromowanie takich polityków jak Hu Jintao i Wen Jiabao. Xi jest także twórcą idei organizacji strefy ekonomicznej w Shenzhen, pierwszej tego typu inwestycji w Chinach i wzorca dla późniejszych działań reformatorskich.
Zmarł 24 maja 2002 roku.